# 南斗星君

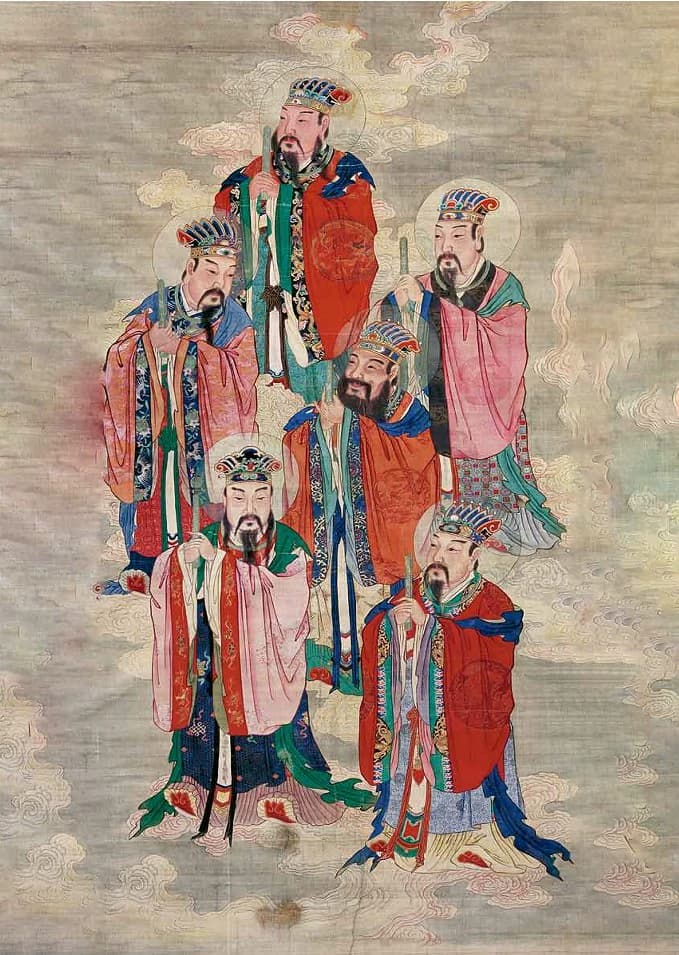
南斗六司星君(北京白雲觀藏)

南斗星君，又稱「南斗六司星君」、「大聖南斗六星君」、「陽明普度天尊」，與北斗星君並稱，是道教中重要的星君，與北斗星君「 共同陶鑄萬品、生成萬物，注擬天人之爵秩，增減士庶之祿俸。」據說，南斗星與北斗星君掌理人類的壽命長短，俗說：「南斗註生，北斗註死。」
《太上說南斗六司延生度人真經》記載，凡人在降生之前，需要經過「斗府」中北斗星君和南斗星君「陶魂鑄魄」後方可出世，北斗星君主司陰府，宰御水源；對比南斗星君 主司陽官，宰御火帝，共同生成萬物，因此南斗北斗皆有消災解厄，削死注生的職能。

## 傳說
干寶的《搜神記》就記載了一則，南斗星君與北斗星君增添凡人壽命的故事：管輅要一個注定要早夭的年輕人，趁南斗星君與北斗星君在下凡對弈時，用酒肉向之求助，最後得以延壽。
管輅至平原，見顏超貌主夭亡。顏父乃求輅延命。輅曰：「子歸，覓清酒鹿脯一斤，卯日，刈麥地南大桑樹下，有二人圍位，次但酌酒置脯，飲盡更斟，以盡為度。若問汝，汝但拜之，勿言。必合有人救汝。」
顏依言而往，果見二人圍碁，頻置脯，斟酒於前。其人貪戲，但飲酒食脯。不顧數巡，北邊坐者忽見顏在，叱曰：「何故在此？」顏惟拜之。南面坐者語曰：「適來飲他酒脯，寧無情乎？」北坐者曰：「文書已定。」南坐者曰：「借文書看之。」見超壽止可十九歲，乃取筆挑上語曰：「救汝至九十年活。」顏拜而回。
管語顏曰：「大助子，且喜得增壽。北邊坐人是北斗，南邊坐人是南斗。南斗註生，北斗註死。凡人受胎，皆從南斗過北斗；所有祈求，皆向北斗。」

## 南斗星君聖像
道教中南斗星君有六位（南斗六司）。但現今廟宇中常見的南斗星君皆以一尊代表。基於民間「南斗註生，北斗註死」的說法，南斗星君聖像均慈眉善目，以對應南斗星君延壽賜福的大眾認知，事實上南斗星君與北斗星君分職，都是消災解厄、掌管世人壽命長短之神。

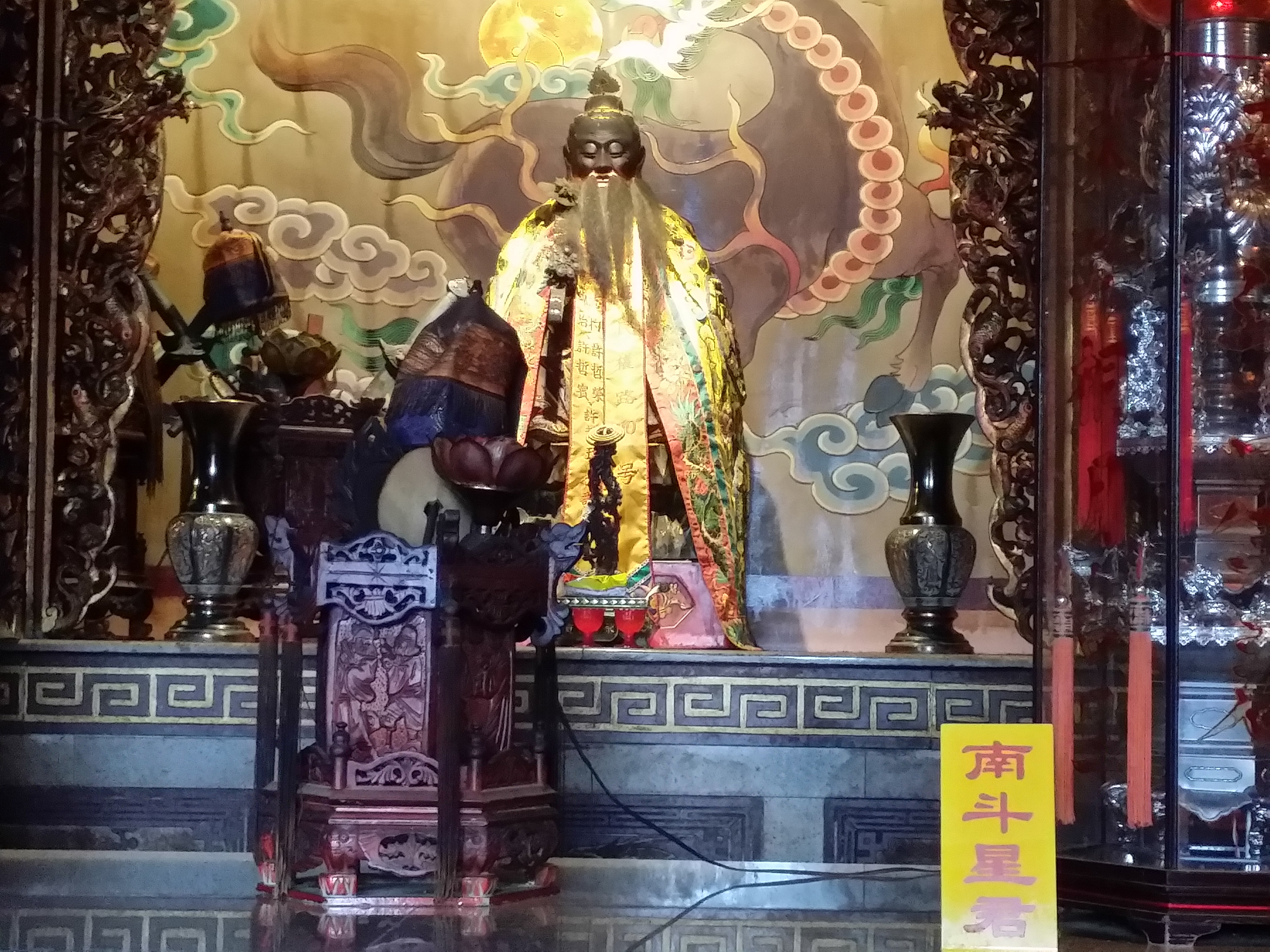
台南善化慶安宮配祀的南斗星君

## 南斗星君神號
- 南斗第一《天府》司命上相鎮國真君
- 南斗第二《天相》司祿上相鎮嶽真君
- 南斗第三《天梁》延壽保命真君
- 南斗第四《天同》益算保生真君
- 南斗第五天樞度厄《文昌》煉魂真君
- 南斗第六《天機》上生監簿大理真君

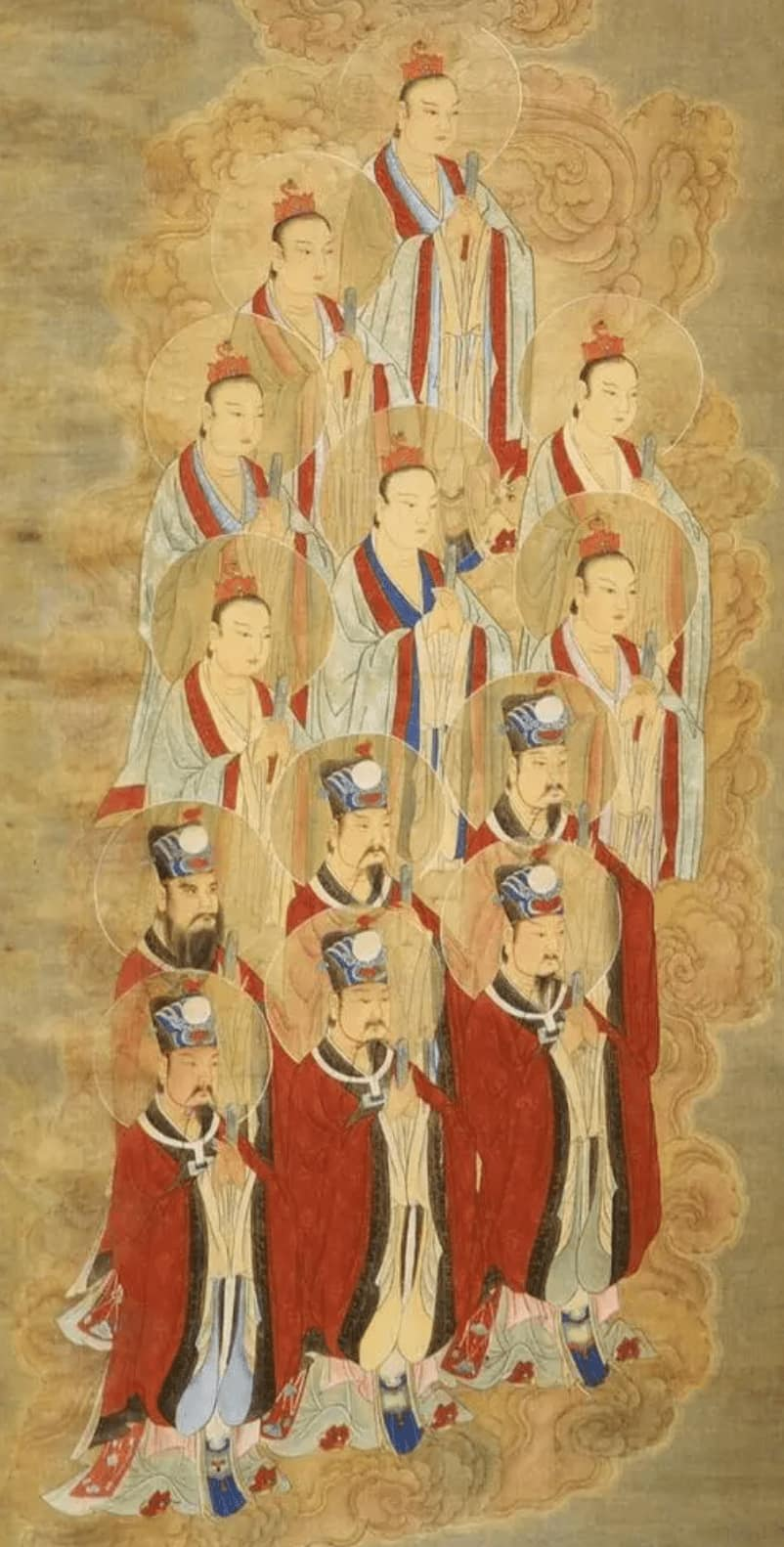
南斗六司星君(站立圖畫下方)和北斗七星君像

《》內為紫微斗數南斗六星名稱習慣用法，南斗第五天樞不用天樞星而稱文昌星。

## 外部連結
- 高雄市三鳳宮神明介紹－南斗星君 （页面存档备份，存于）

1. ↑  . zh.wikisource.org.   [2024-12-27]. （原始内容存档于2021-11-06） （中文（繁體））.
2. ↑  . zh.wikisource.org.   [2024-12-31] （中文（繁體））.
3. ↑  . zh.wikisource.org.   [2024-12-27]. （原始内容存档于2021-11-06） （中文（繁體））.